# Kvarnsvedens IK
Kvarnsvedens IK er en svensk fodboldklub for kvinder og mænd. Klubbens bedste kvindehold spiller i Elitettan pr. 2019. De spillede i Damallsvenskan i 2016, efter at de vandt Elitettan i 2015. Herrernes bedste hold spiller pr. 2019 i Sveriges femtbedste række, Division 3.

## Kvindernes hold
Klubbens kvindehold flyttede op i topdivisionen Damallsvenskan for første gang i 2015.

### Aktuel trup
Oversigten er opdateret til og med 22. maj 2019
| Nr. | Land    | Position | Spiller             |
| --- | ------- | -------- | ------------------- |
| 3   | Sverige | FO       | Agnes Dahlström     |
| 4   | Sverige | FO       | Hannah Claesson     |
| 5   | Sverige | FO       | Anna Björklund      |
| 6   | Malawi  | AN       | Temwa Chawinga      |
| 7   | Sverige | MI       | Elvira Bergman      |
| 8   | Sverige | MI       | Michaela Hermansson |
| 10  | Sverige | MI       | Joanna Snell        |
| 11  | Nigeria | AN       | Sarah Michael       |
| 12  | Sverige | MI       | Lovisa Lennartsson  |

| Nr. | Land    | Position | Spiller             |
| --- | ------- | -------- | ------------------- |
| 13  | Sverige | FO       | Marie Salander      |
| 15  | Sverige | FO       | Lova Ottvall        |
| 16  | Sverige | MI       | Filippa Karlberg    |
| 19  | Sverige | MI       | Mathilda Henriksson |
| 20  | Sverige | MI       | Alice Eriksson      |
| 23  | Sverige | AN       | Sofia Lagerström    |
| 25  | Sverige | MM       | Jenny Wahlén        |
| 33  | Sverige | MM       | Julia Langörgen     |